# Contea di Owyhee
La contea di Owyhee (in inglese Owyhee County) è una contea dello Stato dell'Idaho, negli Stati Uniti. La popolazione al censimento del 2020 era di 11 913 abitanti. Il capoluogo di contea è Murphy.

## Geografia
La contea si trova nell'angolo sud-ovest dello Stato, al confine con Nevada e Oregon. La contea è prevalentemente desertica. Qui si trovano le Owyhee Mountains. Il fiume Snake forma la maggior parte del confine nord, il fiume Bruneau scorre nella parte orientale della contea e il fiume Owyee parte dal sud-ovest della contea e scorre verso ovest nell'Oregon.
Parte della Riserva Duck Valley dei popoli Shoshone e Paiute si trova nella parte meridionale della contea.

### Contee confinanti
- Contea di Canyon - nord
- Contea di Ada - nord
- Contea di Elmore - nord-est
- Contea di Twin Falls - est
- Contea di Elko (Nevada) - sud
- Contea di Humboldt (Nevada) - sud-ovest
- Contea di Malheur (Oregon) - ovest

## Storia
La contea fu creata nel 1863. Deve il suo nome a tre uomini delle Hawaii (chiamate Owyhee all'epoca) che erano andati in avanscoperta in una spedizione e non tornarono mai più.

## Comuni

### Cities
- Grand View
- Homedale
- Marsing

### Census-designated places
- Bruneau
- Murphy (capoluogo)